# Krzysztof Jakowicz
Krzysztof Jakowicz (ur. 30 września 1939 w Palmirach) – polski skrzypek i pedagog.

## Życiorys
Ukończył Liceum Muzyczne we Wrocławiu. W latach 1958–1963 studiował wiolinistykę u Tadeusza Wrońskiego w Państwowej Wyższej Szkole Muzycznej w Warszawie, gdzie uzyskał dyplom z wyróżnieniem. W latach 1965–1966 wyjechał na studia na Indiana University w Bloomington w Stanach Zjednoczonych, gdzie jego pedagogami byli Josef Gingold, János Starker oraz Henryk Szeryng. Już w czasie studiów zdobywał znaczące laury na międzynarodowych konkursach skrzypcowych: w 1959 zajął I miejsce w Konkursie im. Eugène’a Ysaÿe’a w Brukseli oraz III miejsce w Konkursie Muzycznym odbywającym się w ramach VII Światowego Festiwalu Młodzieży w Wiedniu. W 1962 roku zdobył III nagrodę i nagrodę specjalną Henryka Szerynga na IV Międzynarodowym Konkursie im. H. Wieniawskiego w Poznaniu, a w roku 1970 otrzymał nagrodę specjalną Konkursu im. George Enescu w Bukareszcie.  Artysta wielokrotnie zapraszany był do udziału w festiwalach o światowej renomie, jak: Warszawska Jesień, Festiwal Dwóch Światów w Spoleto, Berliner Festspiele, Festival de Paris, Festival Vlaanderen, Wiener Festwochen oraz w festiwalach w Edynburgu, Londynie i Bregenz.
W latach 1966–1968 współpracował z Warszawskim Kwintetem Fortepianowym, początkowo jako drugi, a później jako pierwszy skrzypek po rezygnacji Bronisława Gimpla.
Krzysztof Jakowicz prowadzi aktywne życie koncertowe – występował z recitalami w Europie, Stanach Zjednoczonych, Kanadzie, Australii, Nowej Zelandii, Japonii i Izraelu, oraz jako solista i z takimi orkiestrami jak: English Chamber Orchestra, Filharmonia Izraelska, Wiener Symphoniker, Bamberger Symphoniker, BBC Scottish Symphony Orchestra, Sinfonia Varsovia, Orkiestra Filharmonii Narodowej, Wielka Orkiestra Symfoniczna Polskiego Radia, ORTF z Wiednia, Accademia di Santa Cecilia w Rzymie, WDR z Kolonii, Orchestra National de France. Występował na wielu festiwalach muzycznych takich jak: Festiwal Dwóch Światów w Spoleto, Berliner Festspiele, Warszawska Jesień, w festiwalach w Edynburgu, Londynie i Bregenz, a także Festival De Paris, Festival Vlaanderen, Wiener Festwochen. Jest wykonawcą tanga argentyńskiego.
Jest laureatem  nagród Ministerstwa Kultury i Sztuki oraz Ministerstwa Spraw Zagranicznych pierwszego i drugiego stopnia za upowszechnianie kultury polskiej poza granicami kraju. Otrzymał również nagrodę Związku Kompozytorów Polskich za wielokrotne wykonania polskiej muzyki współczesnej. W 1986 za najlepsze wykonanie utworu polskiego kompozytora na festiwalu „Warszawska Jesień” (Łańcuch II – Witolda Lutosławskiego) otrzymał statuetkę Orfeusza, a w 1989 za płytę z tym utworem, został uhonorowany nagrodą krytyków francuskich Diapason d’Or. W 1995 z okazji 50-lecia Organizacji Narodów Zjednoczonych wystąpił na uroczystym koncercie w Paryżu z I Koncertem Karola Szymanowskiego. W 1997 otrzymał za nagranie Partity Witolda Lutosławskiego nagrodę fonograficzną FrydEryk ’96. W 2020 został uhonorowany Złotym Fryderykiem za całokształt osiągnięć artystycznych. W 2022 otrzymał Doroczną Nagrodę Ministra Kultury i Dziedzictwa Narodowego za całokształt twórczości.
Krzysztof Jakowicz jest profesorem Uniwersytetu Muzycznego Fryderyka Chopina w Warszawie i gościnnym profesorem na SOAI University w Osace w Japonii.

## Odznaczenia
- Krzyż Komandorski Orderu Odrodzenia Polski (2025)[3][4]
- Krzyż Kawalerski Orderu Odrodzenia Polski (2002)
- Złoty Krzyż Zasługi
- Złoty Medal „Zasłużony Kulturze Gloria Artis” (16 stycznia 2015)[5]
- Odznaka Honorowa „Zasłużony dla Kultury Polskiej” (2010)[6]